# امیل دو سون
امیل دو سون (انگلیسی: Emile Duson; ۱ دسامبر ۱۹۰۴ – ۱۵ مارس ۱۹۴۲) بازیکن هاکی روی چمن اهل پادشاهی هلند بود.